# 카를 프리드리히 폰 슐레스비히홀슈타인고토르프 공작
슐레스비히홀슈타인고토르프 공작 카를 프리드리히(독일어: Karl Friedrich, Herzog von Schleswig-Holstein-Gottorp, 1700년 4월 30일 ~ 1739년 6월 18일)는 스웨덴의 귀족으로, 표트르 3세의 아버지이자 파벨 1세 이후 니콜라이 2세까지 이어 온 로마노프 왕조의 조상으로 유명한 인물이다.
카를 프리드리히는 1700년 4월 30일 당시 홀슈타인고토르프 공작이었던 프레데리크 4세(1671년 10월 18일 ~ 1702년 7월 19일)와 헤드비그 소피아의 아들로 태어났다. 그의 어머니인 헤드비그 소피아는 당시 스웨덴의 국왕인 칼 12세의 여동생으로 카를 프리드리히는 스웨덴 국왕의 외조카였다. 그는 1702년 아버지 프리드리히 4세가 죽자 홀슈타인고토르프 공작의 작위를 물려받았다.
홀슈타인고토르프 공작이 되었을 당시 카를 프리드리히가 너무 어려서 어머니가 섭정을 맡았고, 1718년에 칼 12세가 총에 맞아 죽으면서 새로 즉위한 울리카 엘레노라에 의해 러시아 제국으로 이주했다. 1720년에 스웨덴, 덴마크, 노르웨이가 체결한 조약에 반대하였지만, 정작 조약에 서명한 세력들은 카를 프리드리히를 반란 세력이라고 취급하여 카를 프리드리히를 지원 대상에서 제외시키려 했다.
1725년, 홀슈타인고토르프 공작 카를 프리드리히는 러시아 제국의 차르 표트르 1세와 예카테리나 1세의 딸 안나 페트로브나와 결혼했고, 1728년 카를 울리히가 태어났다. 1739년 6월 18일, 카를 프리드리히는 작센 지방에 롤스하겐에서 죽었고, 그의 아들 카를 페터 울리히는 후일 표트르 3세가 되었다. 사실, 표트르 3세의 폐위에 결정적인 영향을 준 것도 카를 프리드리히가 했던 일 때문이기도 했다.